# Самце
Самце (дзонґ-ке བསམ་རྩེ, англ. Samtse), також відоме як Чамарчі (англ. Chamarchi) і Самчі (англ. Samchi) — місто в Бутані, адміністративний центр дзонгхагу Самце.
Населення міста становить 4981 осіб (2005 р.), а за оцінкою 2012 року — 5479 осіб.